# 弗洛丽卡·拉夫里克
弗洛丽卡·拉夫里克（羅馬尼亞語：Florica Lavric，1962年1月7日—2014年6月20日），罗马尼亚女子赛艇运动员。她曾代表罗马尼亚参加1984年夏季奥林匹克运动会赛艇比赛，获得女子四人单桨有舵手金牌。